# Aglaothorax morsei
Aglaothorax morsei är en insektsart som först beskrevs av Andrew Nelson Caudell 1907.  Aglaothorax morsei ingår i släktet Aglaothorax och familjen vårtbitare.

## Underarter
Arten delas in i följande underarter:
- A. m. costalis
- A. m. curtatus
- A. m. islandica
- A. m. morsei
- A. m. santacruzae
- A. m. tectinota